# Andrés López Caballero
Andrés López Caballero, activo en Madrid a finales del siglo XVII, fue un pintor barroco español. 
Fue Ceán Bermúdez quien proporcionó la primera noticia de este pintor a la vista de un cuadro con su firma, actualmente perdido, en el que estaba representado el Sepulcro de Cristo con las tres Marías. La pintura, según Ceán, acreditaba la relación del pintor con José Antolínez al que imitaba. También Alfonso E. Pérez Sánchez encontró rasgos de Antolínez en una Huida Egipto en guirnalda de flores firmada con precisión en 1687, junto con la influencia de Juan de Arellano en las flores y el conocimiento de Viviano Codazzi en las arquitecturas clásicas. 
Una muy barroca composición con Elías en el carro de fuego en el techo de la sacristía de la iglesia del Carmen calzado de Madrid, firmada «Andrés Lo./Caballero FET 16..», completa la obra conocida del pintor.